# Tereno
Tereno (Terêna, Terena, Teréno), značajnije pleme američkih Indijanaca porodice Arawakan, naseljeno u 20 sela i dva grada u brazilskoj državi Mato Grosso do Sul, te na području države São Paulo. Tereno populacija iznosi oko 15.000, poglavito na rezervatima u Mato Grosso do Sul (12): Aldeinha, Buriti, Buritizinho, Cachoeirinha, Dourados, Kadiwéu, Lalima, Limão Verde, Nioaque, Pilade Rebuá, Taunay/Ipegue i Água Limpa. U državi São Paulo žive na dva rezervata, Araribá i Vanuire.